# Evangelische Kirche Kleinsachsenheim

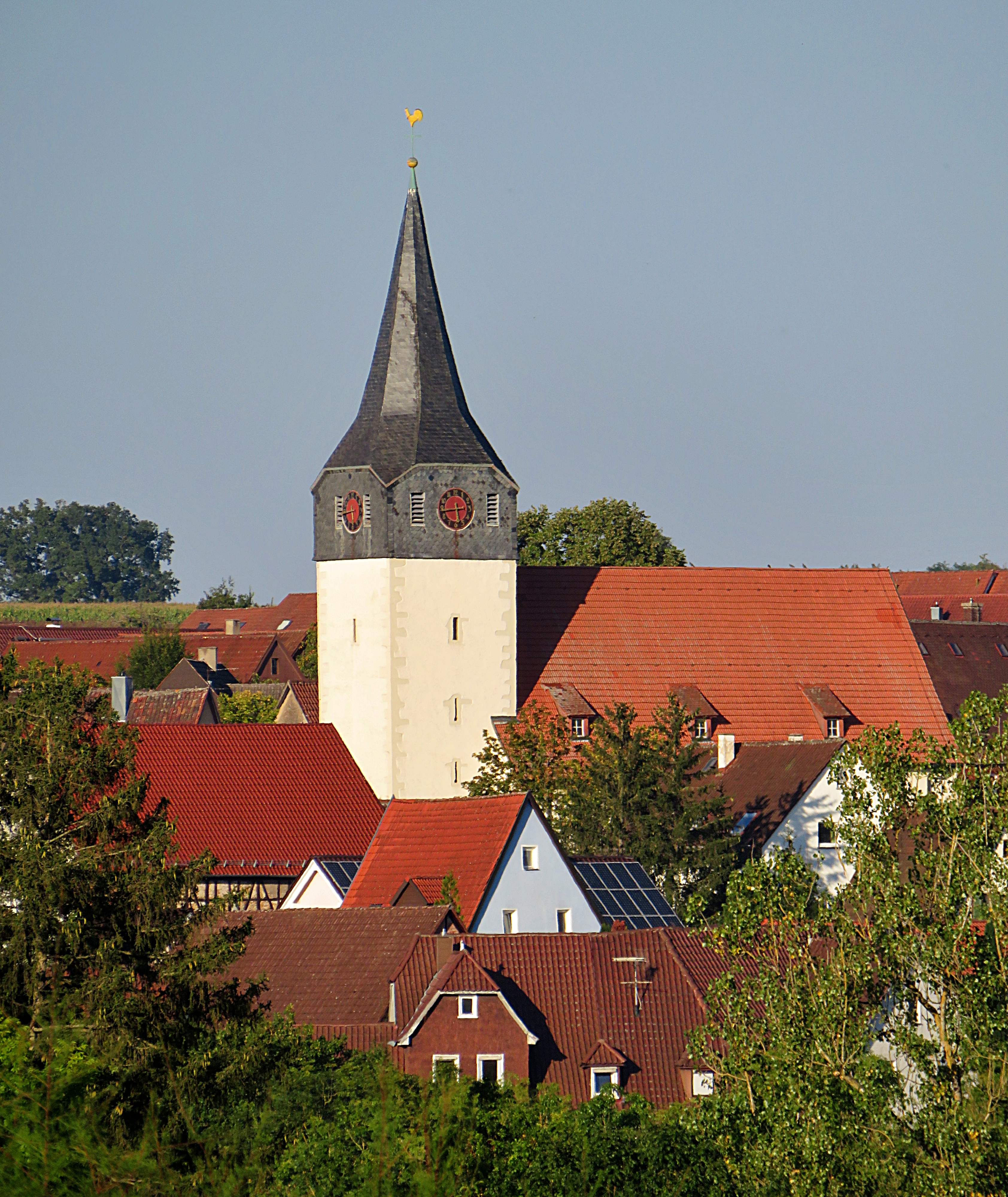
Evangelische Kirche Kleinsachsenheim

Die Evangelische Kirche (auch Pfarrkirche Zu unserer Lieben Frau genannt) steht in Kleinsachsenheim, einem Stadtteil von Sachsenheim im Landkreis Ludwigsburg in Baden-Württemberg. Das Bauwerk ist beim Landesamt für Denkmalpflege Baden-Württemberg als Baudenkmal eingetragen. Die Kirchengemeinde gehört zur Evangelischen Landeskirche in Württemberg.

## Geschichte
Eine Kirche in Kleinsachsenheim wird erstmals 1245 erwähnt, als Albert von Lomersheim, Domherr in Speyer, als „plebanus in minori Sachzenheim“ genannt wird. 1298 gelangte der Kirchensatz durch eine Schenkung des Grafen Konrad von Vaihingen an das Kloster Rechentshofen. 1311 wurde die Kirche diesem Kloster eingegliedert.

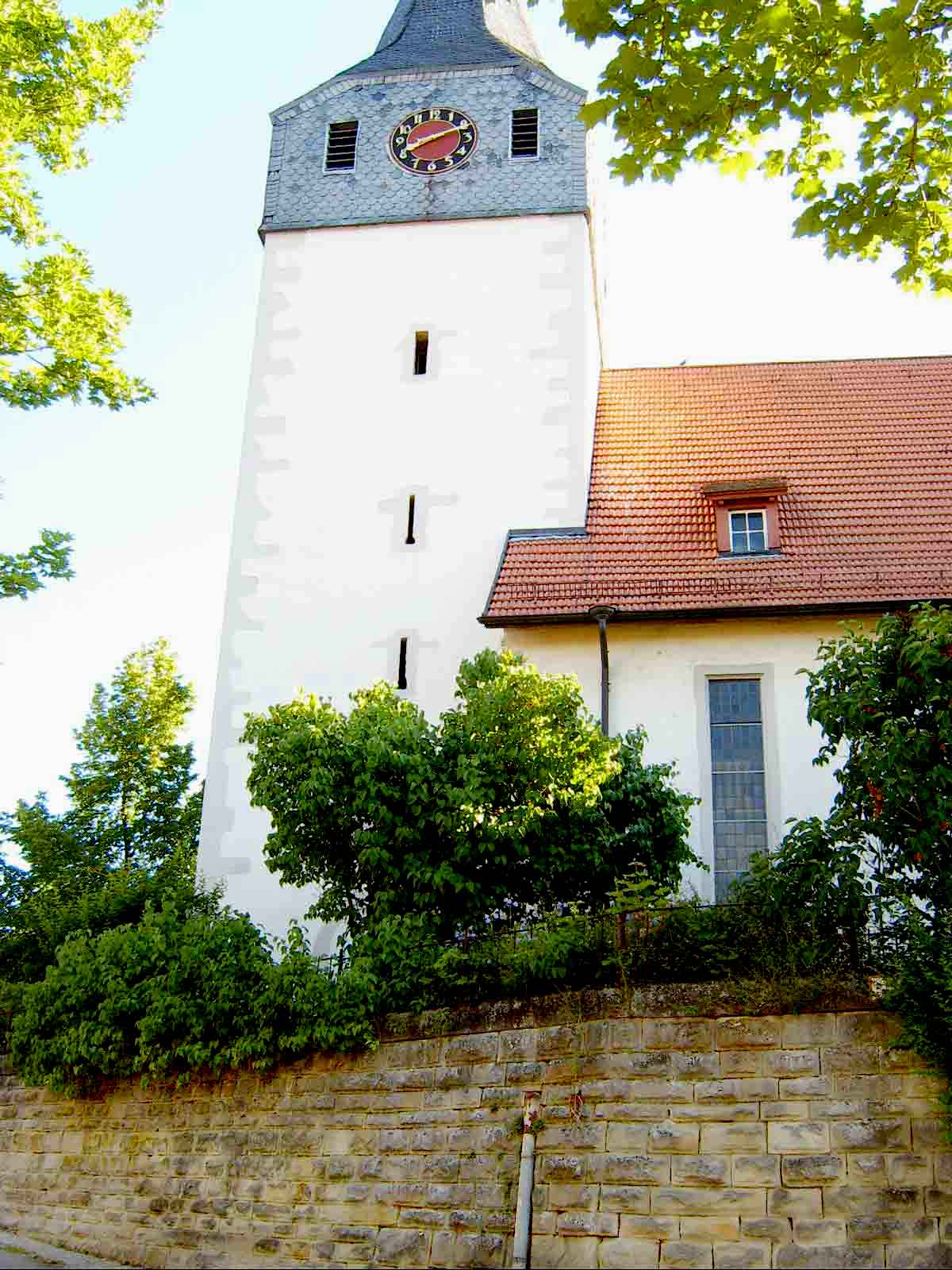
Kirchturm mit Schießscharten

Aus der Frühzeit der Kirche ist heute nur noch der untere Teil des Turms erhalten, dessen drei Geschosse mit schießschartenartigen Öffnungen an die ehemalige Funktion als Wehrkirche erinnern. Glockengeschoss und Helm entstanden später. Im Jahr 1460 wurde das ursprünglich kleine Kirchenschiff im Stil der Gotik erweitert, an das 1487 nach Osten der Chor angebaut wurde. Der stehende Turm erhielt dabei zwei gegenüberliegende gotische Portale sowie ein Kreuzgewölbe im Erdgeschoss, dessen Schlussstein das Wappen der Herren von Sachsenheim zeigt.
Aufgrund der wachsenden Bevölkerung wurde 1619 während des Dreißigjährigen Krieges ein weiterer Umbau nötig. Dabei wurde nur die nördliche Längswand des Kirchenschiffs nach außen versetzt, während die Südwand erhalten blieb. Chor und Sakristei wurden in den neuen Baukörper einbezogen, der jetzt eine gerade Ostwand hatte.
Im 18. und 19. Jahrhundert wurde die Kirche mehrfach instand gesetzt. 1715 beschädigte ein Blitzschlag den Turm schwer. Nach provisorischen Reparaturen wurde das Turmdach erst 1775 grundlegend erneuert. Im 19. Jahrhundert kamen größere Fenster mit neugotischem Maßwerk hinzu, außerdem wurden Außentreppen zur Empore angebaut. Um 1800 wurde der Friedhof, der ursprünglich um die Kirche lag, an den westlichen Ortsrand verlegt.
Am 4. Dezember 1944 beschädigte eine Luftmine die Kirche so stark, dass sie über fünf Jahre nicht nutzbar war. Nach Wiederaufbauarbeiten konnte sie am 7. Mai 1950 neu eingeweiht werden. Dabei kam es zu einigen architektonischen Veränderungen: die alte Sakristei wurde zugunsten eines neuen Treppenhauses aufgegeben, und eine neue Sakristei wurde im Osten angebaut. Die Orgel wurde auf die Westempore verlegt.
In den Jahren 1979 und 1986 wurde die Kirche umfassend renoviert, eine neue Naturholzdecke verbesserte die Akustik, eine moderne Lautsprecheranlage wurde installiert, und die Orgel umfassend überholt. 
Eine weitere Renovierung fand im Jahr 2020 statt.

## Ausstattung
Zur Innenausstattung der Kirche gehört ein Taufstein von 1660, gestiftet von Bernhard Gering, einem Gerichtsverwalter aus Bietigheim. Ebenso ist eine Grabplatte für Johann Jakob Zweiffel, Hofmeister des Klosters Rechentshofen, aus dem Jahr 1630 erhalten.
1950 schuf Adolf Saile neue farbige Glasfenster im Chor, die Szenen der Geburt Christi, Kreuzigung, Auferstehung und den Fischzug nach Lukas 5 darstellen.

### Orgel
Die heutige Orgel stammt aus dem Jahr 1950 und wurde von der Firma Walcker aus Ludwigsburg erbaut. Aufgrund von Kriegsschäden war das Vorgängerinstrument nicht mehr zu retten. Die neue Orgel umfasste zunächst 12 Register auf zwei Manualen und Pedal. Aus finanziellen Gründen wurden die Prospektpfeifen aus verzinktem Eisenblech gefertigt. In den späten 1970er Jahren wurde sie grundlegend überarbeitet: Ein drittes Register wurde dem Pedal hinzugefügt und eine mechanische Traktur eingebaut. Das Zimbelregister im zweiten Manual wurde von 2-fach auf 3-fach erweitert und das ganze Manual insgesamt lauter intoniert.